# Carl Benjamin Klunzinger
Carl Benjamin Klunzinger (18 tháng 11 năm 1834 – 21 tháng 6 năm 1914) là một bác sĩ và nhà động vật học người Đức.

## Tiểu sử
Carl Benjamin Klunzinger sinh ra tại Güglingen, bang Baden-Württemberg, Đức. Ông theo ngành y học tại Đại học Tübingen và Đại học Würzburg nhưng lại có niềm đam mê với ngành lịch sử tự nhiên. Trong một năm thực tập tại Viên và Praha, Klunzinger tận dụng cơ hội này để tham gia các bài giảng về địa chất học và động vật học.
Sau một năm quay về Đức làm bác sĩ, Klunzinger nhận thấy mình không còn hứng thú với công việc này nữa và muốn trở thành một nhà tự nhiên học. Christian Ferdinand Friedrich Krauss, giám đốc Bảo tàng Lịch sử Tự nhiên Stuttgart, khuyên Klunzinger nên đến El Qoseir, một thành phố của Ai Cập nằm bên bờ Biển Đỏ; lộ phí cho chuyến đi này có thể kiếm được từ việc bán các mẫu vật mà Klunzinger đã thu thập cho bảo tàng. Klunzinger đã tự nghiên cứu các mẫu vật tại bảo tàng ở München, Frankfurt và Viên. Ông còn tới Trieste (Ý) để được hướng dẫn cách thu thập các mẫu sinh vật biển. Sau đó, Klunzinger đã đến Cairo vào năm 1862 để học tiếng Ả Rập trong 18 tháng.
Trong 5 năm làm bác sĩ ở El Qoseir (1864–1869), Klunzinger cũng đã thu thập được nhiều loài sinh vật biển, đặc biệt là cá biển và san hô. Năm 1869, ông quay về Stuttgart và tiếp tục công việc thu thập và phân loại mẫu vật của mình. Năm 1871, ông đã cho xuất bản ấn phẩm có tựa là Synopsis der Fische des Rothen Meeres.
Ferdinand von Mueller, một bác sĩ kiêm nhà thực vật học người Úc gốc Đức, đã gửi nhiều mẫu cá từ Úc và một số ít từ New Zealand cho Klunzinger khi ông còn đang ở Stuttgart. Klunzinger đã hai lần lập bản mô tả những mẫu cá này vào năm 1872 và 1879. Những bản mô tả này liệt kê một danh sách các tài liệu đã được xuất bản trước đó về các loài cá ở Úc và New Zealand.
Năm 1872, Klunzinger quay lại El Qoseir tiếp tục làm bác sĩ và ở đó cho đến năm 1875. Năm 1879, ông trở thành cộng sự khoa học cho Bảo tàng Stuttgart. Năm 1884, ông được bổ nhiệm làm Giáo sư ngành động vật học. Ông về hưu năm 1900 và dành thời gian để viết một bộ sách chuyên khảo về các loài giáp xác và cá. Bộ sách này vẫn chưa hoàn thành vì Klunzinger mất đột ngột vào năm 1914.